# 黎昭宗
黎昭宗（れいしょうそう、ベトナム語: Lê Chiêu Tông）は、後黎朝大越の第11代皇帝（在位：1516年 - 1522年）。名は黎 椅（れい い、ベトナム語: Lê Y）または黎 譓（れい けい、ベトナム語: Lê Huy）。諡号は神皇帝。16世紀の王朝混乱期に皇帝として擁立されるが、権臣の莫登庸の権力の増大に圧迫され、首都を放棄して亡命し莫登庸と対峙するも、敗北して身柄を捕えられ殺害された。

## 概要
第4代皇帝黎聖宗の孫の荘定王黎漴（建王黎鑌の子）と鄭氏鸞の子として生まれる。当時の皇帝であった叔父の襄翼帝が暴政により臣下の鄭惟㦃により弑殺され、鄭惟㦃は新たに襄翼帝の甥の黎光治を皇帝に擁立した。しかし間もなく黎光治は西都（タインホア）へと身柄を連行され、後に殺害された。代わって新たに擁立されたのが14歳の黎椅であった。
この朝廷内の混乱に乗じて、国内ではかつての皇統であった陳太宗の末裔を名乗る陳暠が、農民反乱を指揮して首都の昇龍（タンロン）を陥落させ、陳朝の復興を称して天應と改元した。この反乱は鄭惟㦃・阮弘裕・鄭綏・陳真らによって平定されたが、戦闘に際して鄭惟㦃は戦死し、鄭綏と阮弘裕で対立による軍事衝突が発生、この事案に介入した陳真が鄭綏に与して阮弘裕を駆逐し、そのまま朝廷の実権を掌握する。
陳真の権勢は日に日に増大し、これに恐怖を抱いた昭宗は、陳真を宮中に招き寄せて暗殺してしまう。しかしこれに対し陳真の与党であった者たちは大いに不満を持ち、阮敬・阮盎・阮囂・高春時らは安朗寺より起兵し、昇龍を陥落させた。また鄭綏ら山西（ソンタイ）の諸将らも団結し、最初は第2代皇帝黎太宗の次男の恭王黎克昌の曾孫の黎榜、次いでその同母弟の黎槱を相次いで対立皇帝として擁立した。これらの反乱を鎮めるために昭宗が力を借りたのが莫登庸であり、黎槱を捕え、陳真の与党らを味方に引き入れるなどの活躍を見せ、昭宗も昇龍へと戻る事ができたものの、今度は莫登庸の権力が増大し、朝廷内で専横を敷くようになる。
莫登庸は皇帝のための護衛兵を引き連れて都を出入りするようになり、また宮中に自身の息の掛かった侍女を配置して、昭宗の行動を逐一監視させるなど、公私ともに圧迫を加えた。これに不満を抱いた昭宗は、西都にいた鄭綏と連絡を取り、昇龍から脱出して山西明義県の夢山に立て籠もると、天下の諸侯に向けて莫登庸討伐の命を下した。これに対し莫登庸は「昭宗は奸臣に唆された」と宣言し、昭宗の弟の黎椿を新たに皇帝として擁立した（黎恭皇）。
当初は多数の諸侯の支持を得ていた昭宗だったが、宦官の范田の讒言を信じ、また鄭綏の部下の阮伯紀を殺害するなどしたため、諸侯の人望を失い、また鄭綏からも怒りを買ってに西都に連れ去られ、その傀儡として据え置かれた。莫登庸は1525年に西都を陥落させ、鄭綏と昭宗の身柄を昇龍に連行した。昭宗は莫登庸により傀儡の恭皇を通して陀陽王への降格を言い渡され、その後帝位の簒奪を企図した莫登庸により、命令を受けた使者の范金榜によって殺害された。清潭県（現在の青池県）の永興陵に埋葬され、昭宗の廟号と神皇帝の諡号を追贈された。昭宗の死後間もなく、莫登庸による恭皇からの強制的な禅譲により、黎朝は一度滅亡を迎えた。